# Muqāddām
Muqāddām (arabo: مقدم) è un titolo nella cultura araba, adottato anche in altri paesi islamici per ufficiali civili e religiosi. Letteralmente significa assistente. È anche un grado militare delle forze armate di diversi paesi arabi, omologo del tenente colonnello dei paesi della NATO.

## Storia
Nella Shadhiliyya e in altre confraternite Sufi il muqāddām è un allievo (un Murid o derviscio) autorizzato dalla sua guida (aka sceicco, Pīr, o murshid) ad assisterlo nell'insegnamento di altri allievi della confraternita.
Nel Bengala, il muqaddam (in alcuni posti chiamato mukhiya) era un capo villaggio per mezzo del quale il governo si confrontava con i contadini
In alcuni documenti in persiano dell'India medioevale, un muqaddam era il capo di un villaggio nel quale aveva esercitato il lavoro di contadino, che poteva vendere e acquistare terreni per il villaggio e amministrare i beni comuni. La carica era ereditaria, tuttavia poteva anche essere acquistata o ceduta; pur non essendo un funzionario governativo poteva essere rimosso dal suo status dal funzionario delle entrate.
Nella catena montuosa di Monte Libano i Muqāddām erano i capi secolari delle loro comunità religiose. Gli ultimi Muqāddām scomparvero all'inizio del XVI secolo.

## Grado militare
Il significato di Muqāddām nell'era abbaside era quella di "presentatore del campo". In epoca mamelucca era conosciuto come il comandante dei mille, perché chi deteneva tale titolo era in prima linea tra mille combattenti alla guida dell'avanguardia dell'esercito. Nel moderno esercito egiziano il grado di Muqāddām ha sostituito il grado di Bimbashi in uso all'epoca della dominazione turca, nell'esercito del Khedivato d'Egitto e della monarchia egiziana.